# Кисличник двостовпчиковий
Кисличник двостовпчиковий (Oxyria digyna) — вид трав'янистих рослин родини гречкові (Polygonaceae).

## Опис
Одинична багаторічна рослина 5–30(50) см заввишки. Стебел 1–4(8), часто червонуваті, прості або розгалужені дистально. Листки дещо м'ясисті; черешки 1–15 см; пластини 0.5–6.5 × 0.5–6 см; основи серцеподібні, вершини округлі. Суцвіття (1)2–20 см. Квітконіжки (1)3–5 мм. Деякі рослини чоловічої статі, деякі жіночої, і деякі з обома типами квітів; іноді й трапляються двостатеві квіти. Квіти радіально симетричні. Зелений прицвітень складається з двох завитків, які мають нерівні розміри: 2 зовнішні листочки оцвітини 1.2–1.7 × 0.5–1 мм, 2 внутрішні листочки оцвітини 1.4–2.5 × 0.7–1.6 мм. Горішок лінзоподібий, 3–4 см завдовжки, краєм крилатий; крила червонуваті або рожеві, жилаві.

## Розмноження
Рослина розмножується насінням; вегетативне розмноження відсутнє. Квітує впродовж літа й вересня. Квіти запилюються вітром і пристосовані до цього, але деяке запилення комахами може мати місце. Крилаті горішки пристосовані до розсіювання вітром, ймовірно, головним чином, по землі й по снігу, оскільки вони надто важкі, аби літати високо. Розсіювання за течією води також досить імовірне, оскільки рослини часто концентруються вздовж водотоків.

## Поширення
Європа (Латвія, Австрія, Німеччина, Польща, Словаччина, Швейцарія, Фінляндія, Ісландія, Ірландія, Норвегія (вкл. Шпіцберген), Сполучене Королівство, Албанія, Боснія і Герцеговина, Болгарія, Греція, Італія, Чорногорія, Сербія, Франція); Азія (Китай, Японія, Корея, Казахстан, Киргизстан, Таджикистан, Монголія, Росія, Афганістан, Іран, Ліван, Сирія, Бутан, Індія, Непал, Пакистан); Північна Америка (Гренландія, Канада, США). Також культивується. Населяє зони накопичення снігу, гравійні й мулисті ділянки, тундру, кам'янистих схили, тріщини в скельних відслоненнях, осипи.
В Україні зростає в альпійському та субальпійському поясах гір, на вологих скелях — у Карпатах, рідко.

## Галерея

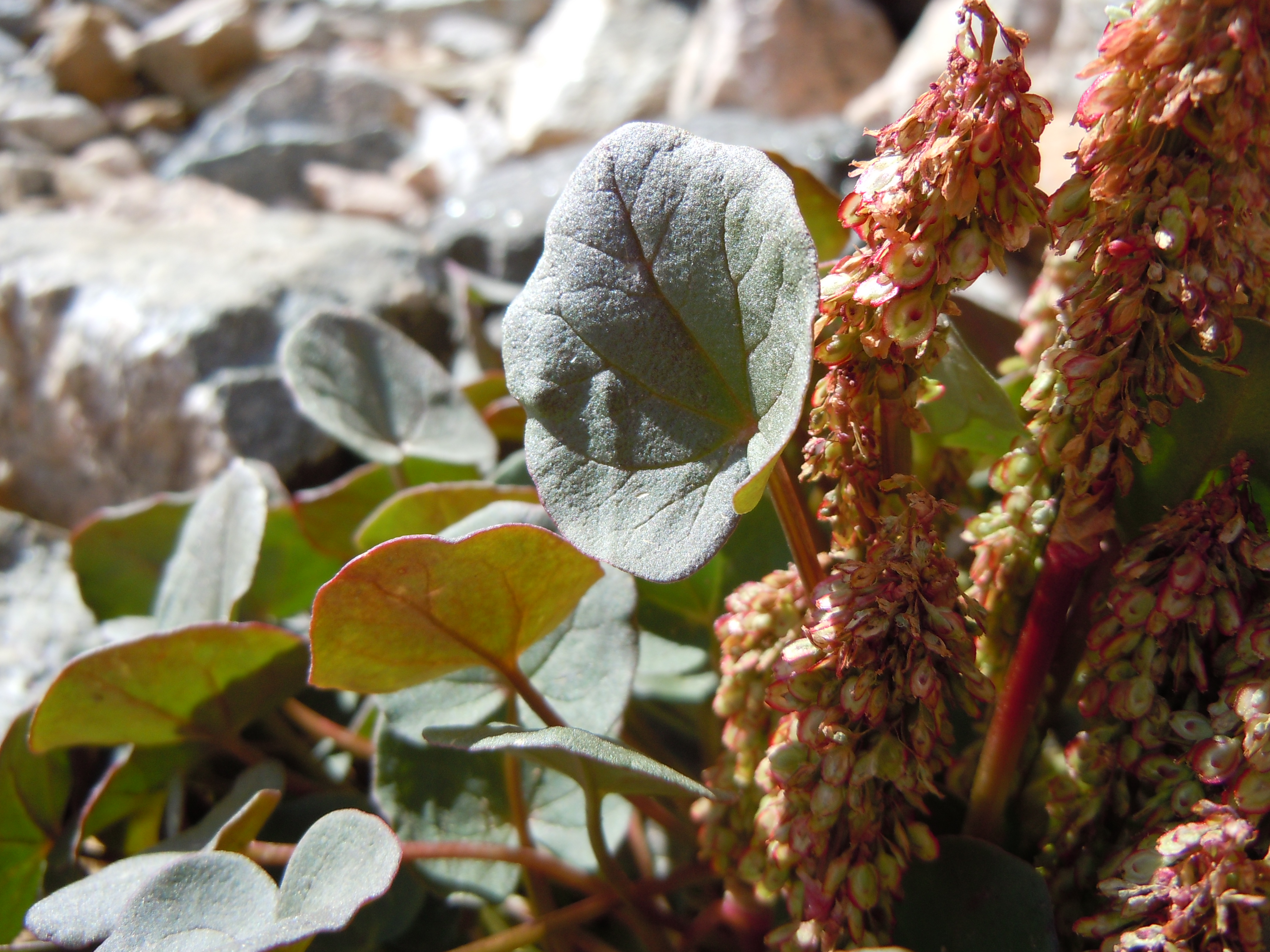
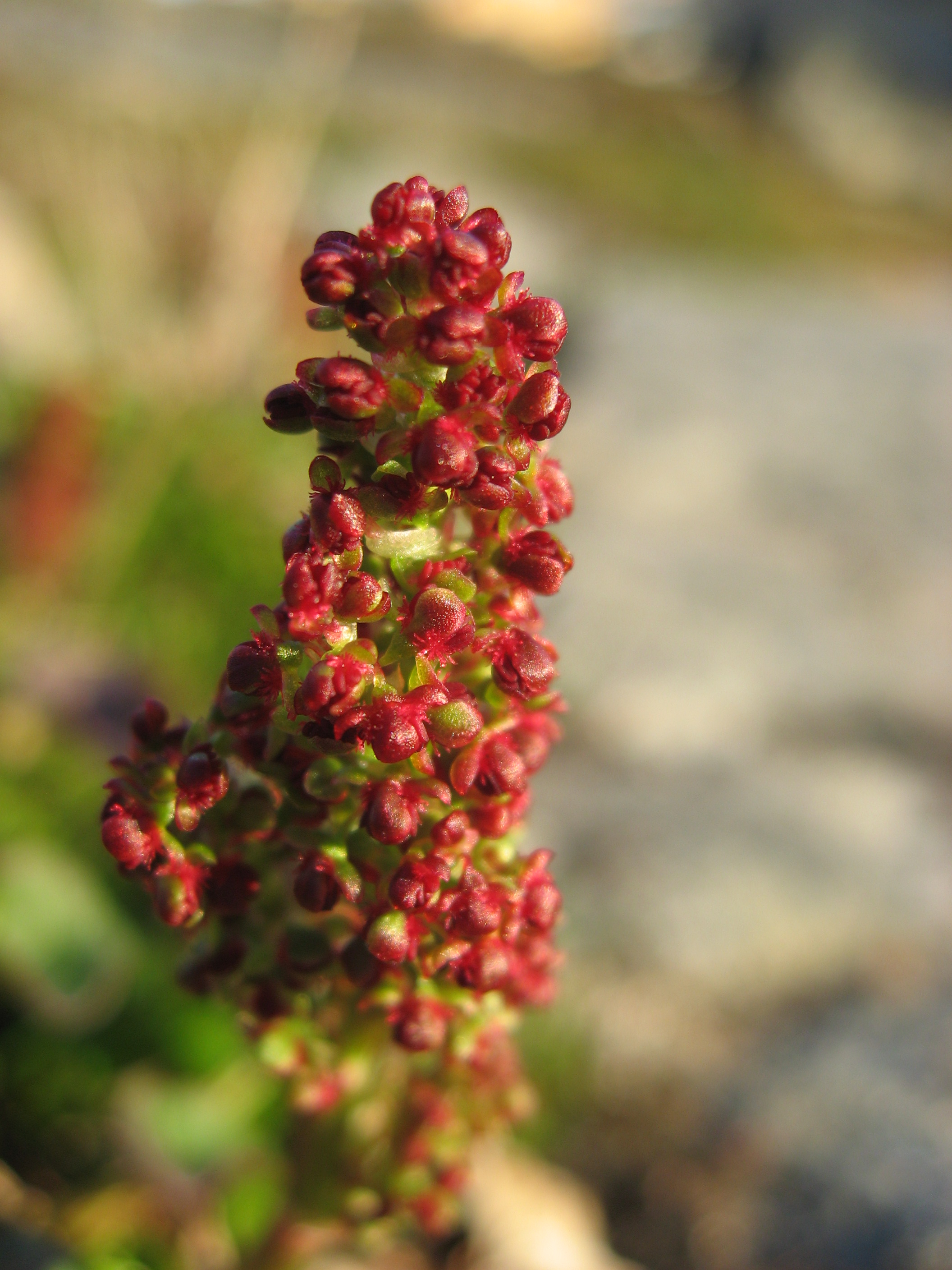
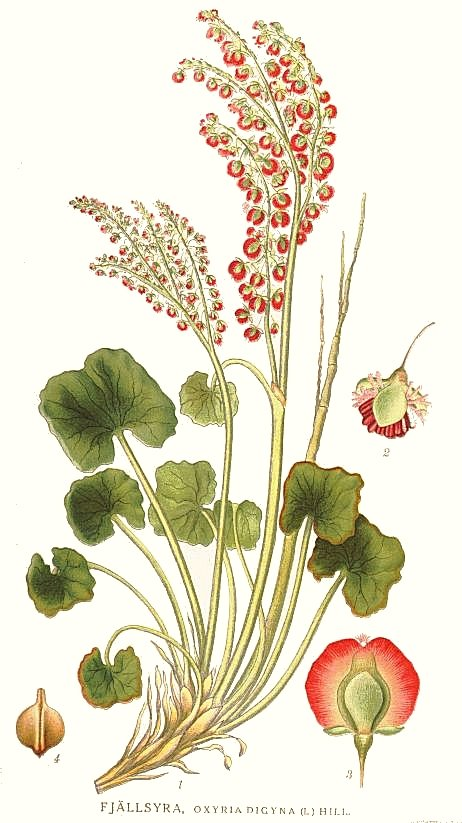